# Pseudopieris
Pseudopieris (лат.) — род чешуекрылых из семейства белянок и подсемейства Dismorphiinae. 2 вида.

## Описание
Бабочки с округлыми крыльями светло-жёлтого, бледно-голубого или салатного цвета.

## Распространение
Центральная и Южная Америка. Встречаются в таких странах как Мексика, Бразилия, Боливия, Перу, Гондурас, Гватемала, Колумбия, Венесуэла и Панама).

## Систематика
В состав рода входят два вида:
- Pseudopieris nehemia (Boisduval, 1836) — от Мексики до Бразилии
- Pseudopieris viridula (C. & R. Felder, 1861) — Южная Америка